# Garcia I de Leão
Garcia I (ca. 871 — 914) foi o primeiro rei do reino de Leão, entre 910 e 914. Foi o filho mais velho de Afonso Magno das Astúrias.
Quando este morreu em 910, os seus filhos repartiram entre si o reino das Astúrias - Leão ficou para Garcia, a Galiza para Ordonho II e as Astúrias para Fruela. Tanto Ordonho como Fruela viriam a ser sucessivamente reis de Leão, pela morte sem descendência de Garcia.
Foi casado com Muniadona Muñoz, filha de Munio Nuñez de Roa.